# 字母城

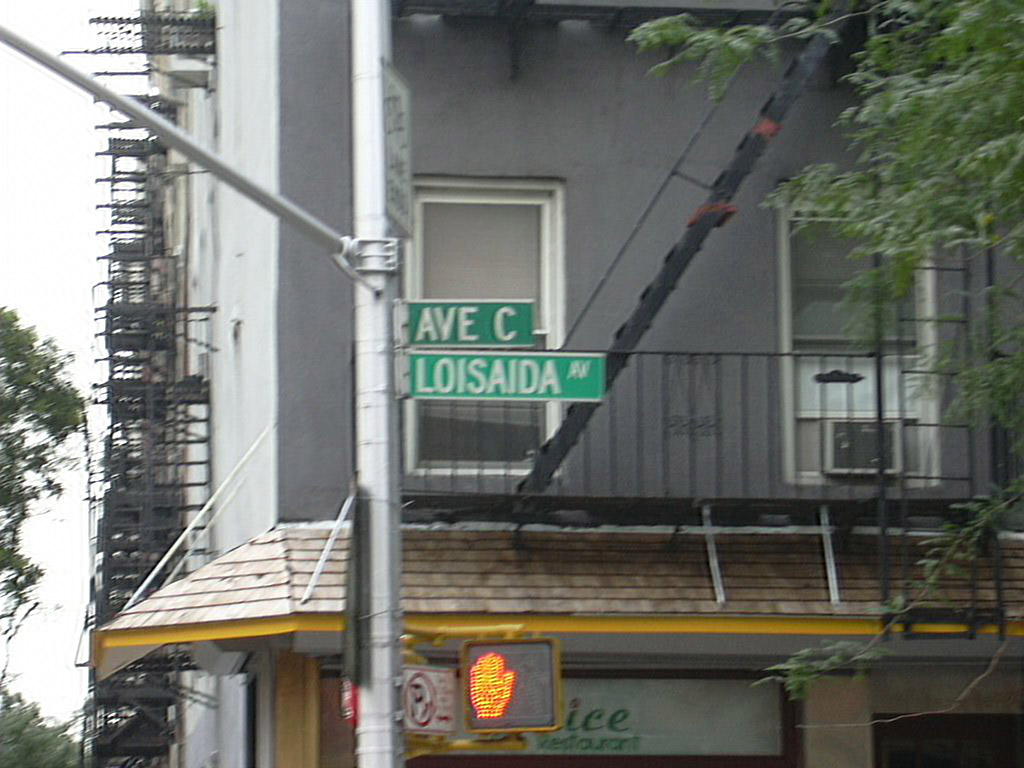
字母城的C大道

字母城（Alphabet City）是一个位于美国纽约市曼哈顿东村的社区。它因A、B、C、D四大道而得名，而四大道正好是曼哈顿仅有的单字母名称街道。它的邉界南至休斯顿街，北至第 14 街，大致从 A 大道延伸至东河。字母城的地标有汤普金斯广场公园、 Nuyorican詩人咖啡室和查理帕克住宅等。
字母城历史悠久，是曼哈顿德国、波兰、西班牙和犹太人的民族聚居地和文化中心。但是，下东城、字母城、东村四地边界的划定存在很大争议。历史上，曼哈顿的下东区北端的邊界是第 14 街，东面連接东河，西面連接第一大道，正好是字母城现在所在的地區。字母城的德国裔人口在 20 世纪初开始减少，1904 年斯洛克姆将军灾难后几乎完全消失。
字母城属于曼哈顿社区第 3 区，其主要邮政编码是 10009，由纽约市警察局第 9 分局巡逻。